# Леопарди, Алессандро
Алессандро Леопарди, или Алессандро Леопардо, прозванный Алессандро дель Кавалло (итал. Alessandro Leopardi, Leopardo, Alessandro del Cavallo; 1466, Венеция — 1512, Венеция) — скульптор, литейщик из бронзы, чеканщик, медальер и ювелир эпохи итальянского Возрождения венецианской школы.

## Биография
Леопарди родился и умер в Венеции. Первые сведения о нём относятся к 1482 году, когда он работал на венецианском Монетном дворе. Ранее считалось, что он также проектировал надгробный памятник дожу Андреа Вендрамину, который ныне находится в церкви Санти-Джованни-э-Паоло (Венеция), но теперь принято считать, что это работа Туллио Ломбардо, хотя Леопарди мог внести некоторые детали.
В 1479 году Леопарди представил модель на конкурс, организованный Сенатом Венеции, на сооружение конного памятника кондотьеру Бартоломео Коллеони, предназначенного для Кампо Санти-Джованни-э-Паоло. В конкурсе участвовали три скульптора: Алессандро Леопарди, Бартоломео Веллано из Падуи и Андреа Верроккьо из Флоренции, которого и признали победителем.
В 1487 году Леопарди был изгнан из Венеции на пять лет по обвинению в мошенничестве и отозван Сенатом в 1490 году, чтобы закончить статую Бартоломео Коллеони, поскольку Верроккьо, сделавший модель памятника, скончался в 1488 году, прежде чем она была отлита из бронзы. Андреа Верроккьо просил в своём завещании, чтобы эту работу выполнил его ученик, Лоренцо ди Креди, но после большой задержки венецианцы в 1490 году выбрали Леопарди, и он также спроектировал высокий постамент. Его имя (на латыни) написано на подпруге коня: «ALEXANDER. LEOPARDUS. V. P. OPUS», поэтому и сложилось мнение, что работа была полностью выполнена им. С тех пор он стал известен как «Алессандро дель Кавалло» (Alessandro del Cavallo).
С 1503 года Леопарди, совместно с Антонио Ломбардо, отвечал за строительство погребальной капеллы кардинала Джамбаттисты Дзена, умершего в 1501 году, в соборе Сан-Марко. Однако в 1505 году его отстранили от проекта, возможно, из-за трений с Антонио или прокураторами Сан-Марко. Но его авторитет не пострадал, поскольку в том же году на площади перед собором был установлен первый бронзовый флагшток, а два других были размещены рядом с ним в 1506 году. На бронзовых базах всех трёх имеется рельефный фриз с изображениями морской процессии, прославляющей мирное процветание Серениссимы (поэтическое прозвание Венеции) при доже Леонардо Лоредане, о чём свидетельствуют три круглых медальона на центральном флагштоке, который также подписан и датирован Алессандро.
В качестве архитектора Алессандро Ломбарди руководил укреплением Падуи (1509) и Тревизо (1511). В 1514 году он принял участие в конкурсе на реконструкцию района Риальто, уничтоженного пожаром в том же году, но предпочтение было вновь отдано другому проекту — проекту Скарпаньино (Антонио дель Аббонди). В 1521 году он стал «протоиереем» возведения новой церкви монастыря Санта-Джустина в Падуе, но смерть помешала ему завершить и этот проект. Таким образом, не существует никаких вещественных доказательств карьеры, хотя и хорошо документированной, Леопарди как архитектора.

## Галерея

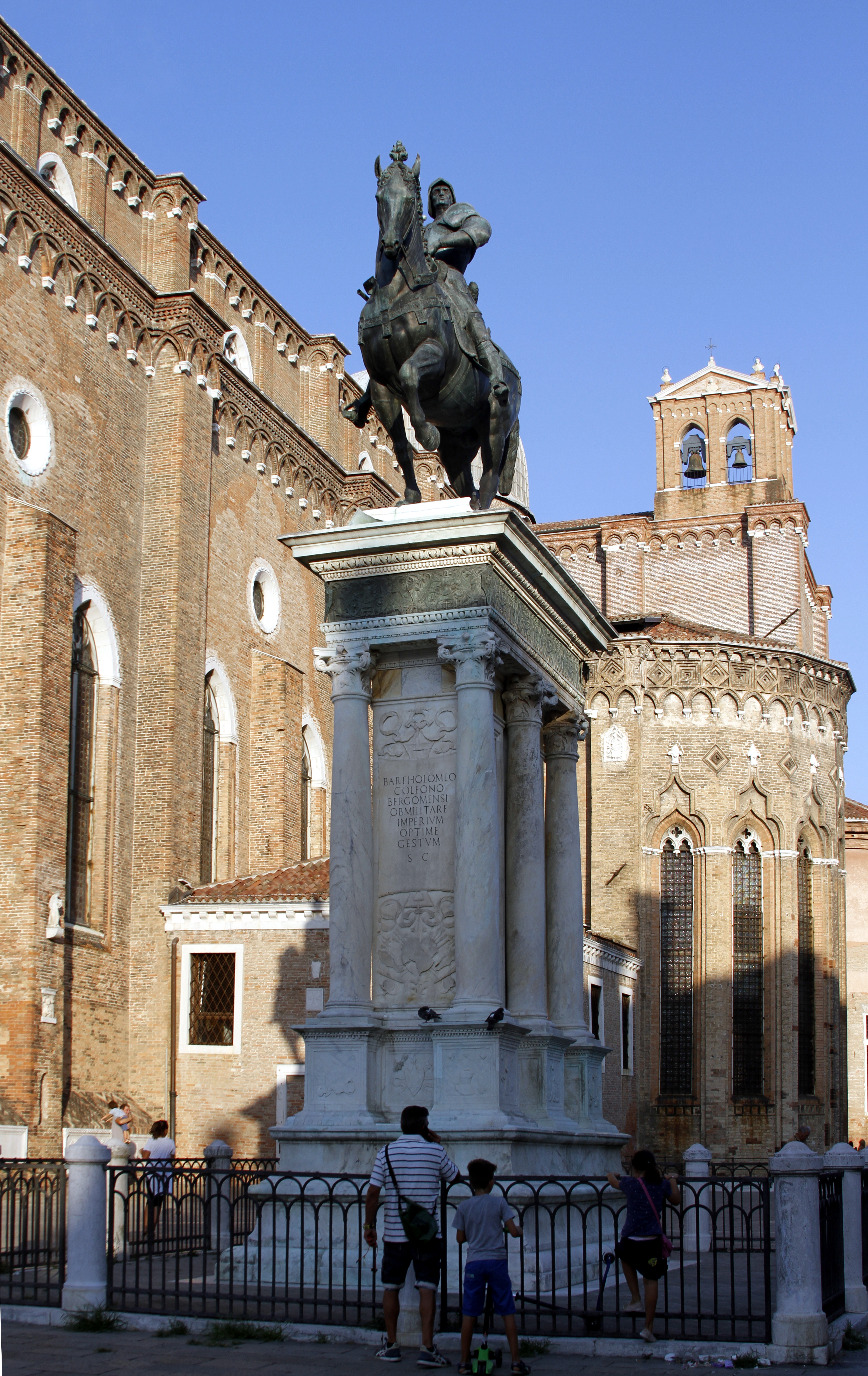
Памятник кондотьеру Бартоломео Коллеони. 1400—1475. Венеция
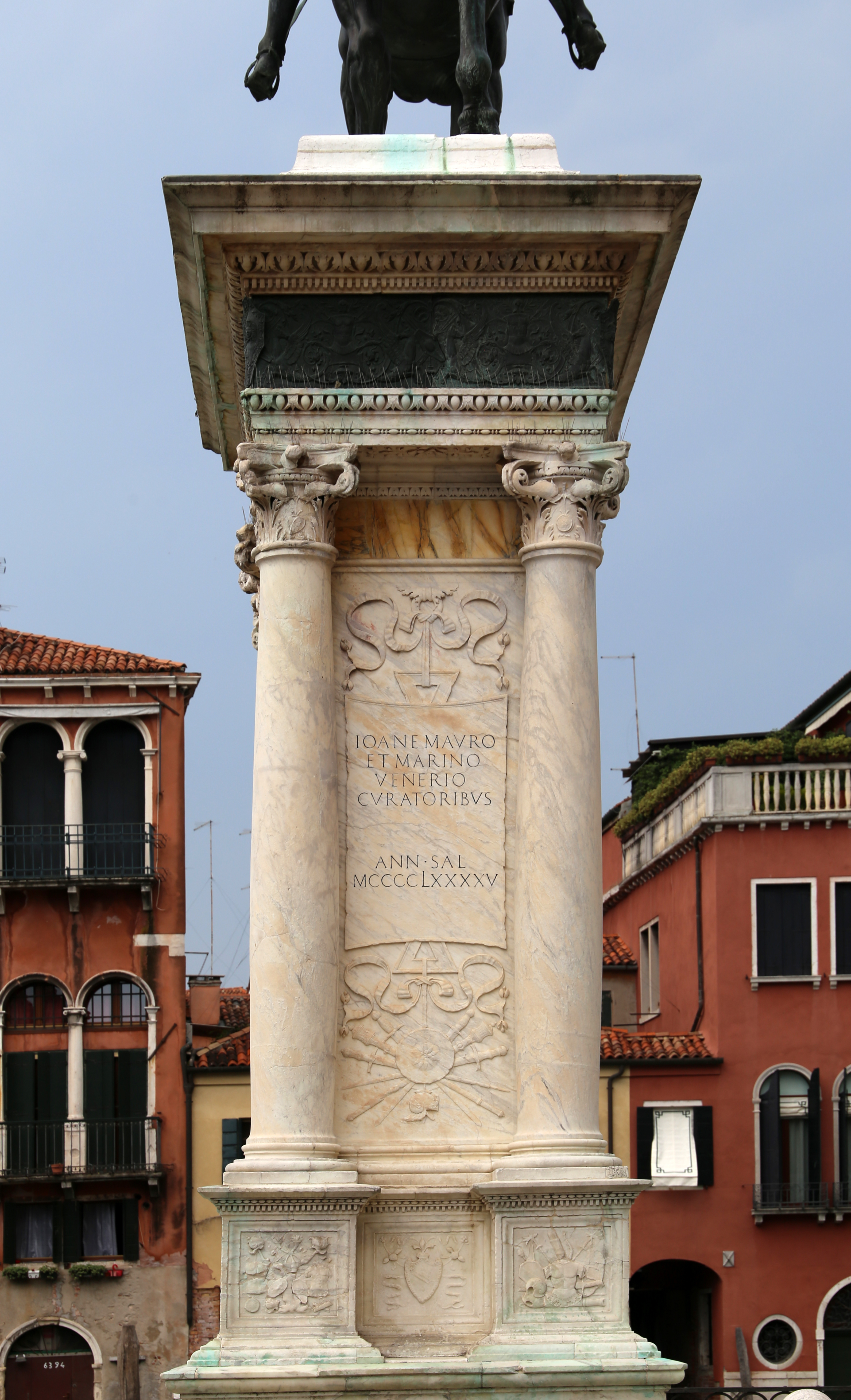
Постамент памятника. 1481—1488
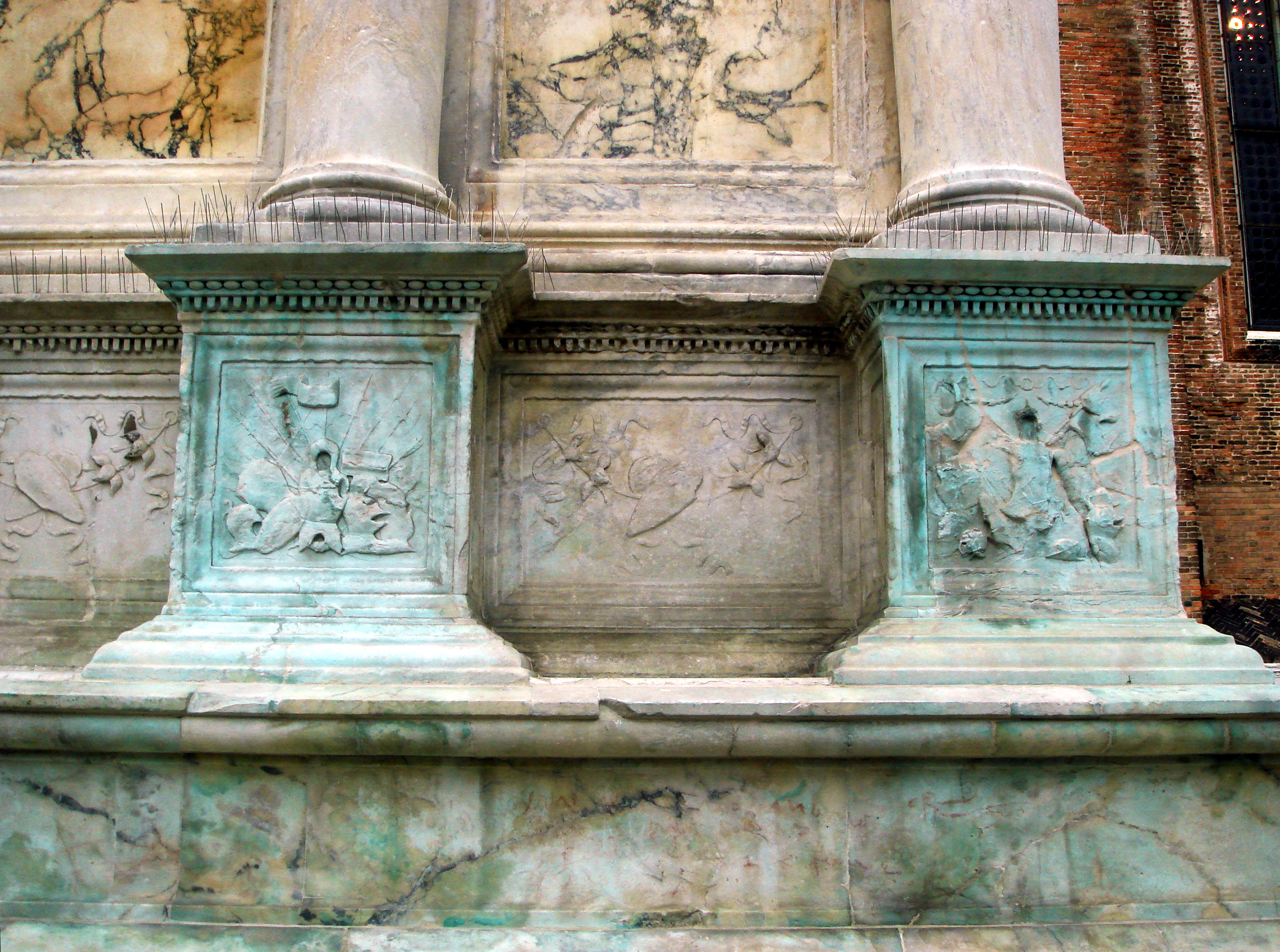
Базы колонн постамента
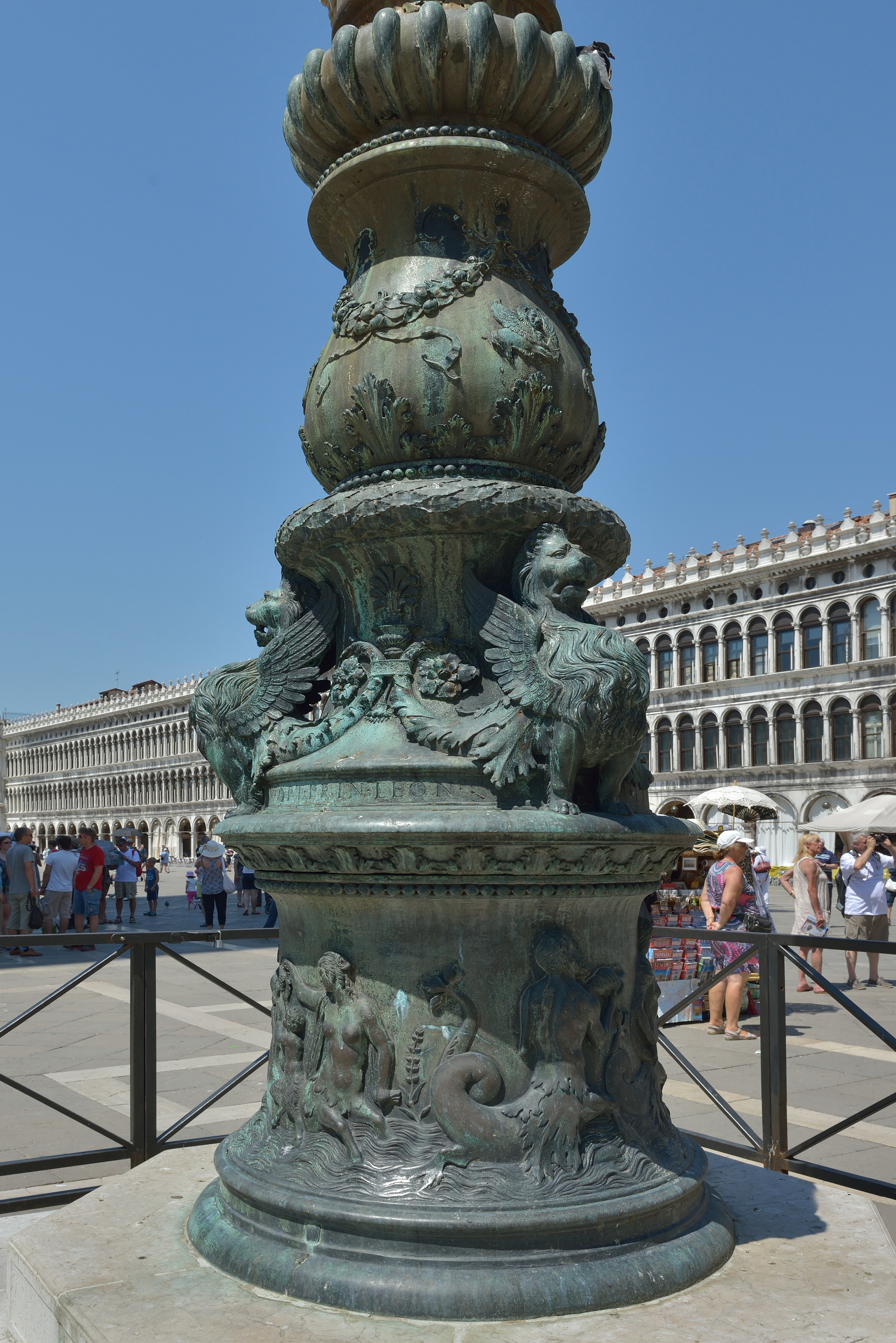
База флагштока на площади Сан-Марко. 1505
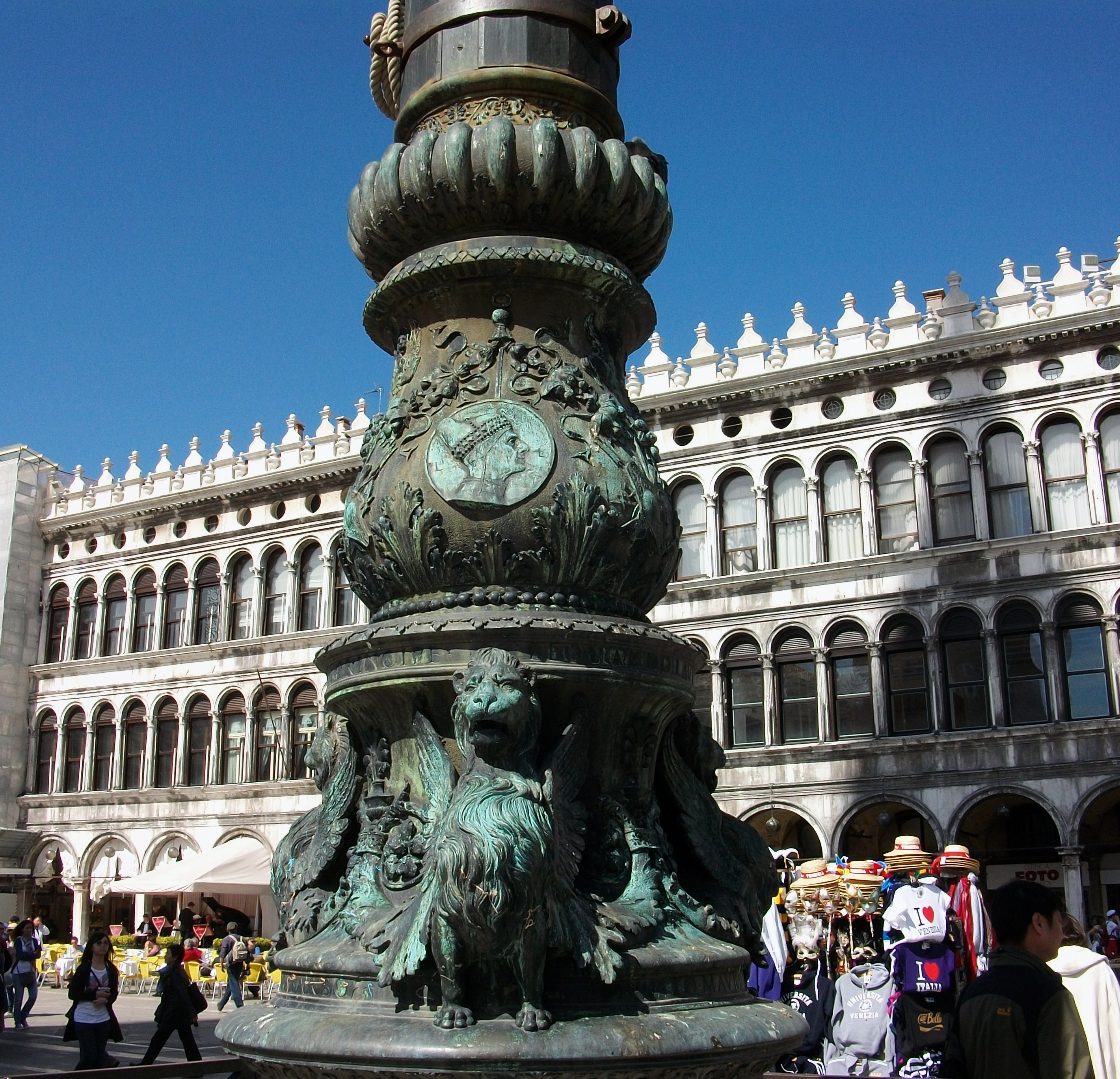
База с медальоном дожа Леонардо Лоредана
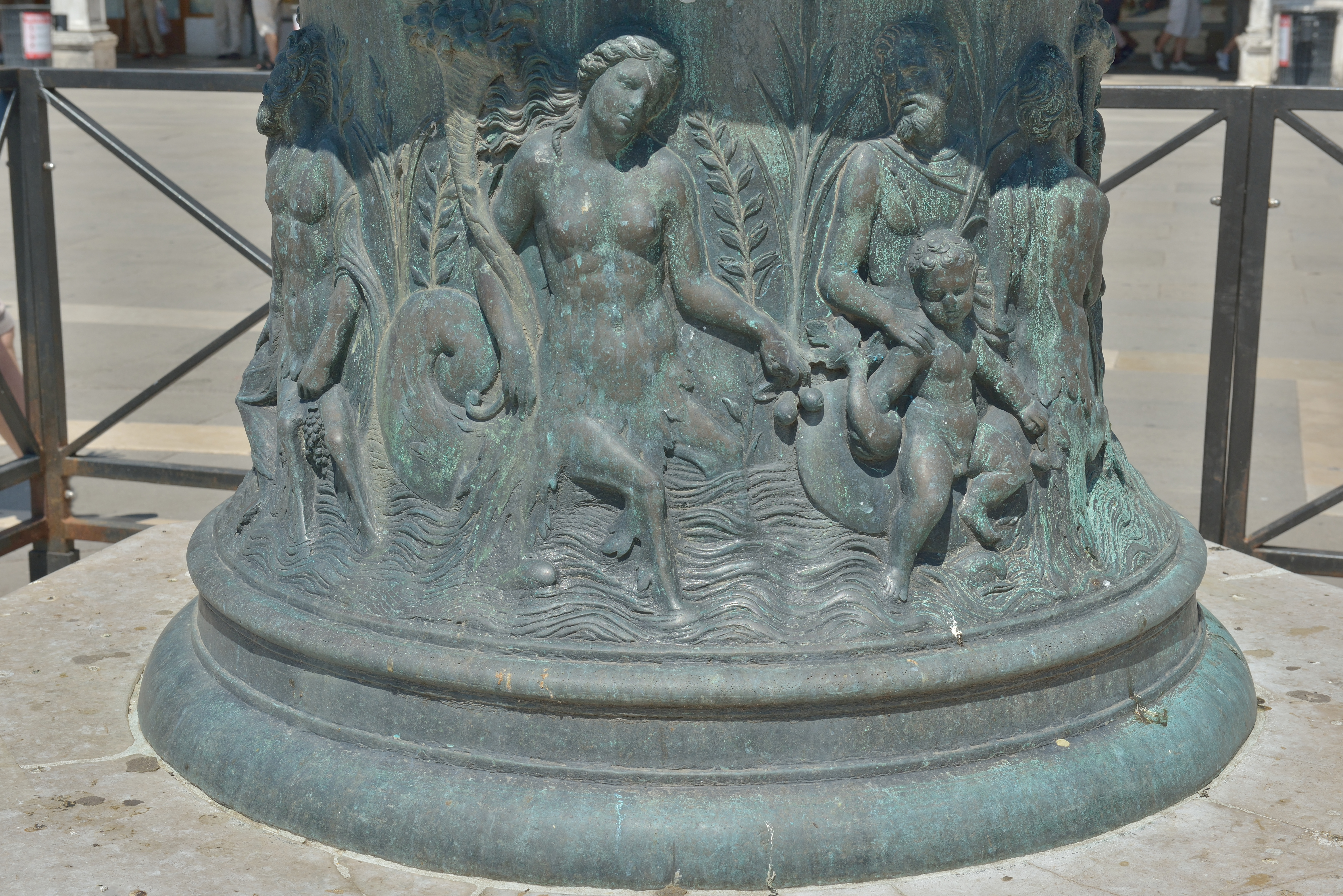
Нереида. Горельеф левой базы
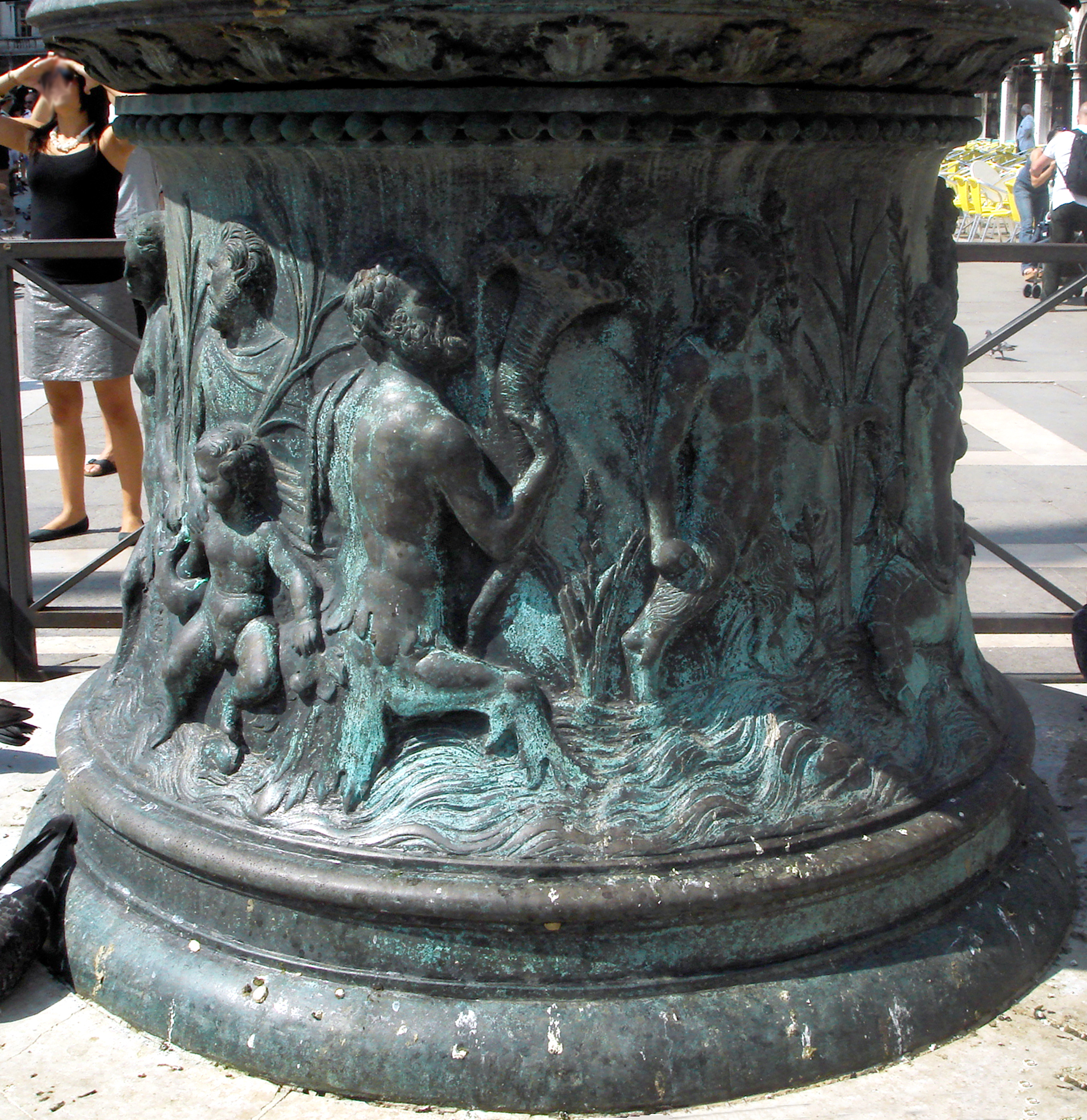
Тритон. Горельеф левой базы